# Wesmaelius quettanus
Wesmaelius quettanus är en insektsart som först beskrevs av Navás 1931.  Wesmaelius quettanus ingår i släktet Wesmaelius och familjen florsländor. Inga underarter finns listade i Catalogue of Life.